# Anna-Marie de Zwager
Anna-Marie de Zwager (ur. 17 września 1976 w Victorii) – kanadyjska wioślarka.

## Osiągnięcia
- Mistrzostwa Świata – Mediolan 2003 – dwójka podwójna – 12. miejsce[1].
- Igrzyska Olimpijskie – Ateny 2004 – ósemka – 7. miejsce[1].
- Mistrzostwa Świata – Eton 2006 – czwórka podwójna – 7. miejsce[1].
- Mistrzostwa Świata – Monachium 2007 – czwórka podwójna – 5. miejsce[1].
- Igrzyska Olimpijskie – Pekin 2008 – czwórka podwójna – 8. miejsce[1].